# Szerecz Imre Alajos
Szerecz Imre Alajos (írói álneve: Hungarus, Murafüzes, 1890. június 13. – Keszthely, 1972. február 13.) magyar szerzetes, kanonok, tanár, iskolaigazgató, író.

## Élete
Szerecz szlovén nemzetiségű családban született a mai Muravidék délnyugati részén. Születésekor Alajos-ként anyakönyvezték. Édesapja Szerecz Mátyás helyi földműves, édesanyja a bírószéki születésű Gombócz Julianna. A csendlaki templomban keresztelte meg Ivanóczy Ferenc, aki akkoriban a magyarországi szlovénok tekintélyes politikai vezetője volt.
Kőszegen kezdte gimnáziumi tanulmányait és a keszthelyi premontrei gimnáziumban fejezte be. A rendben nyerte az Imre nevet. Egyetemre Budapestre és a svájci Fribourgban járt. Tanárként a keszthelyi gimnáziumban tevékenykedett, s mintegy húsz évig (1916-tól 1936-ig) magyar, latin, angol és francia nyelvet tanított. 1936-tó 1941-ig az intézmény igazgatója, 1937-ben pedig megválasztották a Keszthelyi Társaskör (Kaszinó) elnökévé. 1942-ben keszthelyi plébánossá és címzetes hahóti apáttá nevezték ki. 1963-ban nyugállományba vonult. Keszthelyen hunyt el.
Irodalmi és pedagógiai témájú tanulmányai jelentek meg a gimnáziumi értesítőkben. Angol nyelvből fordított két munkája és a kódexekről írt tanulmánya nyomtatásban is megjelent. Igazgatóként jelentős kulturális munkát végzett, s nevelési programjához a jelenkori eseményekkel igyekezett koordinálni. Így amikor 1938-ban eucharisztikus kongresszusra került sor Budapesten, az ő szervezésében a gimnázium ifjúsága szüleikkel, tanáraikkal együtt külön vonattal utazott el az eseményre.

## Főbb művei
- Kódexeink párhuzamos szentírási töredékei. (Budapest, 1916)
- Útleírások az Életben (Hungarus néven)
- Angol szemmel Keszthelyen 1815-ben. (Fordította, Keszthely, 1935)

## Beszélt nyelvek
- magyar, latin, francia, angol.